# 600 Super Sport

A 600 Super Sport foi uma categoria de motociclismo, integrante do Racing Festival. A categoria era composta por 22 pilotos, com equipes profissionais e um regulamento que proporciona condições de igualdade de equipamento a todos.
O gaúcho Maico Teixeira conquistou os dois títulos da categoria, em 2010 e 2011. Em 2012, a categoria foi substituída pela R1 GP 1000.

## Moto
Na categoria, foi utilizada as motos Honda CB600F Hornet, com poucas alterações, como a carenagem inferior, escapamento e a bolha no lugar do farol frontal. O motor é o original, Honda 600cc DOHC, com 102cv, cambio original, de seis velocidades e pneus de competição Pirelli Diablo Corsa III. 

## Sistema de pontuação
| Posição | 1º | 2º | 3º | 4º | 5º | 6º | 7º | 8º | 9º | 10º | 11º |
| ------- | -- | -- | -- | -- | -- | -- | -- | -- | -- | --- | --- |
| Pontos  | 20 | 17 | 15 | 13 | 11 | 7  | 6  | 4  | 3  | 2   | 1   |

## Campeões
| Ano  | Campeão         |
| ---- | --------------- |
| 2010 | Maico Teixieira |
| 2011 | Maico Teixeira  |